# 滕皮
滕皮（希臘語：Τέμπη）是希腊色萨利大区拉里萨专区的市镇，行政中心为马克里霍里翁镇。市镇面积为577.0平方公里，2021年人口数量为12,007人。
此市镇设立于2011年地方政府改革中，由原5个市镇合并而成，原市镇则成为此市镇的5个市区。